# Shifan (köpinghuvudort i Kina, Zhejiang Sheng, lat 28,19, long 121,02)
Shifan (kinesiska: 石帆, 朴湖, 石帆镇) är en köpinghuvudort i Kina. Den ligger i provinsen Zhejiang, i den östra delen av landet, omkring 240 kilometer söder om provinshuvudstaden Hangzhou. Antalet invånare är 43 779. Befolkningen består av 20 768 kvinnor och 23 011 män. Barn under 15 år utgör 16,0 %, vuxna 15-64 år 77 %, och äldre över 65 år 6,0 %.
Närmaste större samhälle är Hongqiao, 3,2 km norr om Shifan. Trakten runt Shifan består till största delen av jordbruksmark.
Genomsnittlig årsnederbörd är 2 023 millimeter. Den regnigaste månaden är juni, med i genomsnitt 334 mm nederbörd, och den torraste är januari, med 74 mm nederbörd.